# Helmut Recknagel
Helmut Recknagel (Steinbach-Hallenberg, Hessen-Nassau, Njemačka, 20. ožujka 1937.), bivši njemački skakač skijaš. Jedan od najuspješnijih njemačkih športaša u ovoj disciplini. Skijaškim skokovima bavio se od 1954. godine, a poveo ga je Hans Renner. Ponudu je prihvatio na očev savjet. Član SC Motor Zella-Mehlis. Triput je pobijedio na Turneji četiriju skakaonica: 1957./58., 1958./59. i 1960./61. Postavio je rekord skakaonice u Planici četiri puta: 1957. 120 pa 124 metra, 1960. 124,5 metra i 127,5 metara. Višestruki prvak DR Njemačke u skijaškim skokovima. Pobijedio je na ZOI 1960. u Squaw Valleyu na velikoj skakaonici. Na četirima svjetskim prvenstvima u nordijskom skijanju četiri se puta vratio s odličjima. Na velikoj skakaonici 1958. u Lahtiju osvojio je broncu, 1960. u Squaw Valleyu i 1962. u Zakopanama zlato, a na maloj skakaonici 1962. u Zakopanama srebro. Natjecateljsku karijeru okončao je 1964. godine.

## Nagrade
- Športaš godine DR Njemačke 1962.
- Domovinski Orden za zasluge DR Njemačke, 1958. brončani, 1962. srebreni, 1970. zlatni[2]
- Dvorana slavnih njemačkog športa. Uveden 20. svibnja 2011.[3][4]

## Vanjske poveznice
- Helmut Recknagel - Međunarodni skijaški savez (eng.)
- Helmut Recknagel  Arhivirana inačica izvorne stranice od 24. listopada 2012. (Wayback Machine) - Sports-Reference (eng.)